# Joseph Schumpeter
Joseph Alois Schumpeter (n. 8 februarie 1883, Triesch, Austro-Ungaria – d. 8 ianuarie 1950, Salisbury⁠(d), Connecticut, SUA) a fost un economist austriac și un autor ale cărui opere au fost foarte citite. În perioada neoclasică, el a intrat în rolul unui răzvrătit. El a încetățenit termenul de distrugere creatoare prin competiție (distrugere creativă).
Schumpeter a avut o contribuție importantă în economia mondială fiind un pionier al teoriei dezvoltării economice (1912).

## Viața
Schumpter s-a născut în Triesch (azi, Třešť), atunci parte a Austro-Ungariei, dar acum parte a Cehiei.  
El și-a început cariera în perioada marelui teoretician austriac Eugen von Böhm-Bawerk.
În 1911 a devenit profesor de antropologie la Universitatea Franz Joseph din Cernăuți, universitate unde se studia în limba germană și în limba română, apoi s-a mutat la Graz, unde a rămas până la sfârșitul Primului război mondial.
Între anii 1919 și 1920 a fost ministru austriac de finanțe, iar între anii 1920 și 1924 a fost președintele băncii private Biederman, neavând decât un mic succes în fiecare dintre cele două funcții.
Între anii 1925 și 1932 a primit o catedră la Universitatea din Bonn, în Germania; trebuind să părăsească Europa din cauza naziștilor, s-a mutat la Harvard, în Statele Unite ale Americii, unde a predat între anii 1932 și 1950. În general, nu a fost considerat un bun profesor, pentru că a încercat să încarce cursurile cu prea multe informații, însă a reușit să creeze o școală de succesori loiali.
Deși Schumpeter a încurajat pe câțiva tineri economiști care aveau cunoștințe solide de matematică și a fost chiar președintele fondator al societății econometrice în 1933, el nu a fost un matematician, ci mai degrabă un economist, care a încercat să dea explicații sociologice teoriilor sale economice.
În prezent, este discutabil faptul că ideile lui Schumpeter în legătură cu ciclurile afacerilor și dezvoltarea economică nu se regăsesc în matematica din acele timpuri – acestor idei le lipsește limbajul sistemelor dinamice nelineare pentru a fi formalizate parțial.

## Opera
- Wesen und Hauptinhalt der theoretischen Nationalökonomie („Ființa și conținutul principal al economiei naționale teoretice”), 1908
- Theorie der wirtschaftlichen Entwicklung („Teoria dezvoltării economice”), 1912
- Business Cycles, 1939
- Capitalism, Socialism and Democracy („Capitalism, socialism și democrație”), 1942
- History of Economic Analysis, 1954